# Acaba (província)

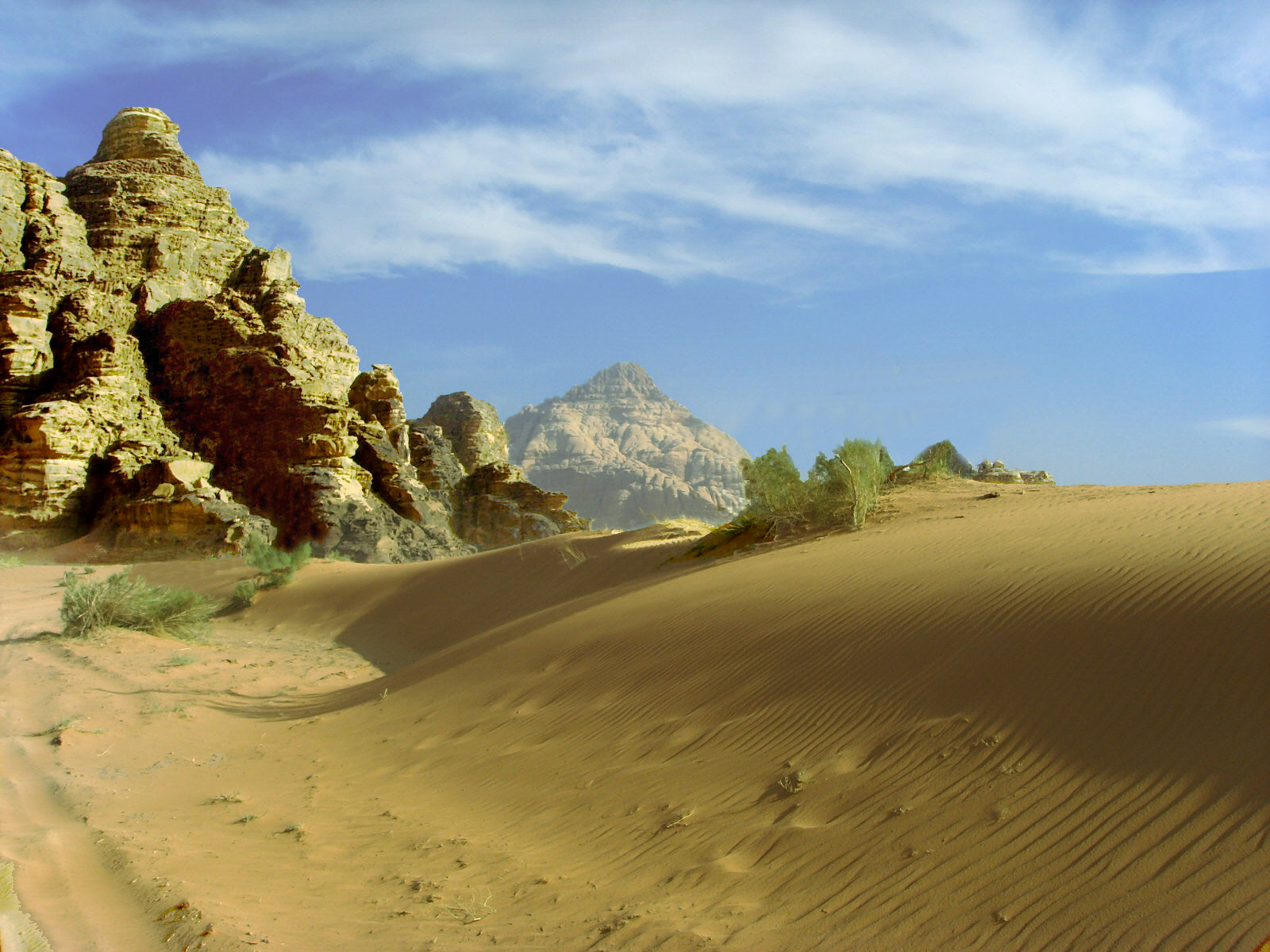
Uádi Rum

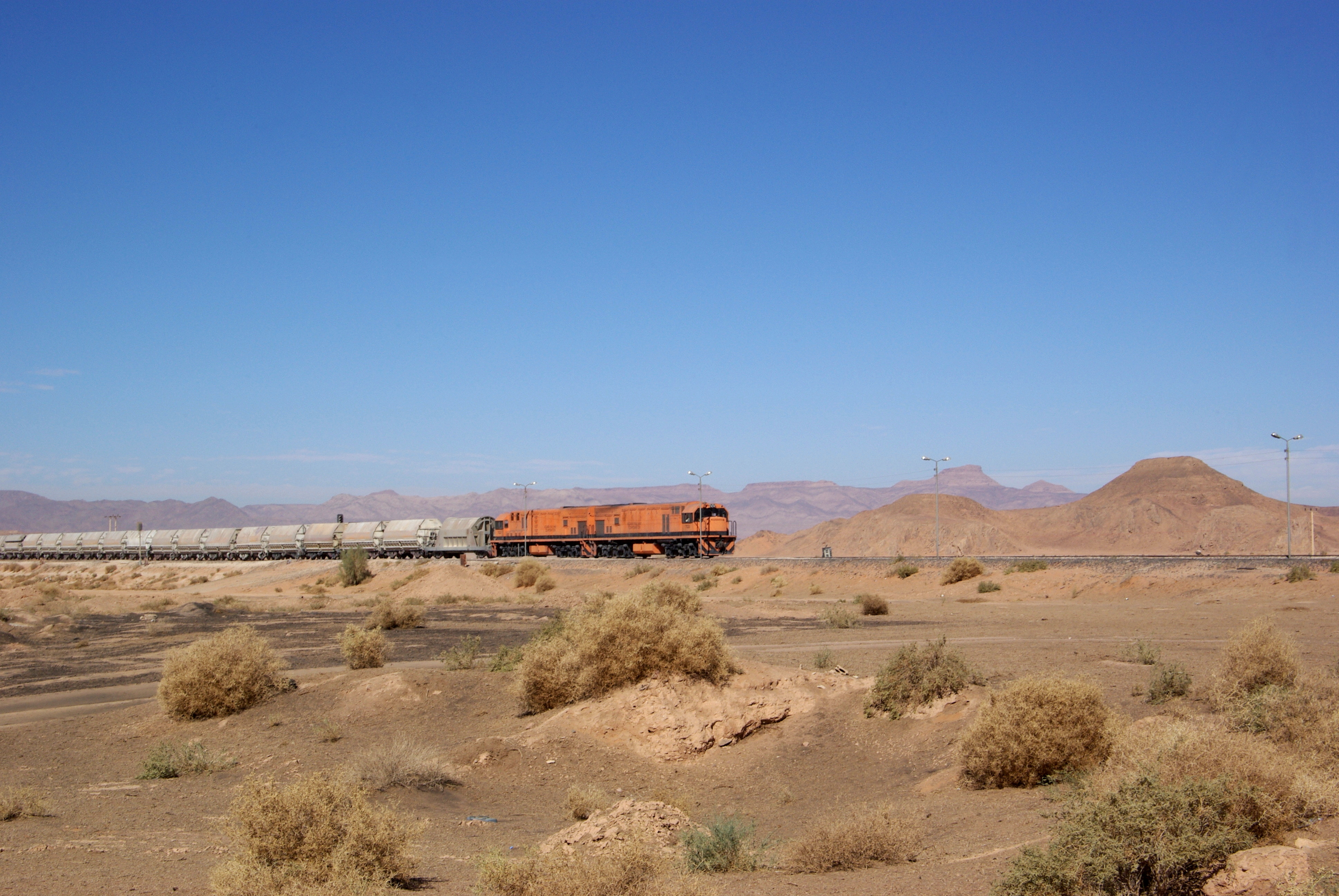
Trem vindo do porto de Acaba

Acaba ou Ácaba (em árabe: العقبة; romaniz.: al-‘Aqabah) é uma das províncias da Jordânia localizada ao sul de Amã, capital do país. Sua capital é Acaba. É a quarta maior província na Jordânia por área e é classificado como a décima mais populosa.
A fronteira com a Jordânia e a Arábia Saudita funcionou originalmente a poucos quilômetros ao sul de Acaba. Em 1965, o falecido rei Huceine  incorporou 12 quilômetros (7 milhas) para o valor de 6 000 quilômetros (3.700 milhas) da faixa costeira do deserto.
O porto no Mar Vermelho, em Acaba, desempenha um papel importante na vida econômica e turística da Jordânia. O porto é o mais importante quanto à importação e exportação na Jordânia. O porto industrial encontra-se bem longe das praias e dos hotéis, para que as atividades turísticas não sejam afetadas.

## História
A cidade de Acaba foi habitada desde 400 a.C., e é conhecido por Lawrence da Arábia e pela Batalha de Acaba de 1917. O maior tesouro arqueológico da região é Petra. Petra fica na encosta oriental do Monte Hor, no Uádi Araba, uma seção do grande Vale do Rift que se estende desde o Golfo de Acaba, do Mar Vermelho ao Mar Morto.

## Economia
A área é agora também um dos importantes destinos turísticos da Jordânia e atrai um número crescente de turistas estrangeiros, particularmente trekkers e alpinistas, mas também as pessoas com camelos ou de safári a cavalo ou simplesmente "excursionistas" de Acaba ou Petra. A população da governadoria depende fortemente do turismo como uma importante fonte de renda. O porto de Acaba é o único porto marítimo da Jordânia. Quase todo o comércio externo da Jordânia vem através de Acaba. Durante a Guerra Irã-Iraque, o Iraque pôs o porto de Acaba para seu comércio exterior.

## Departamentos administrativos

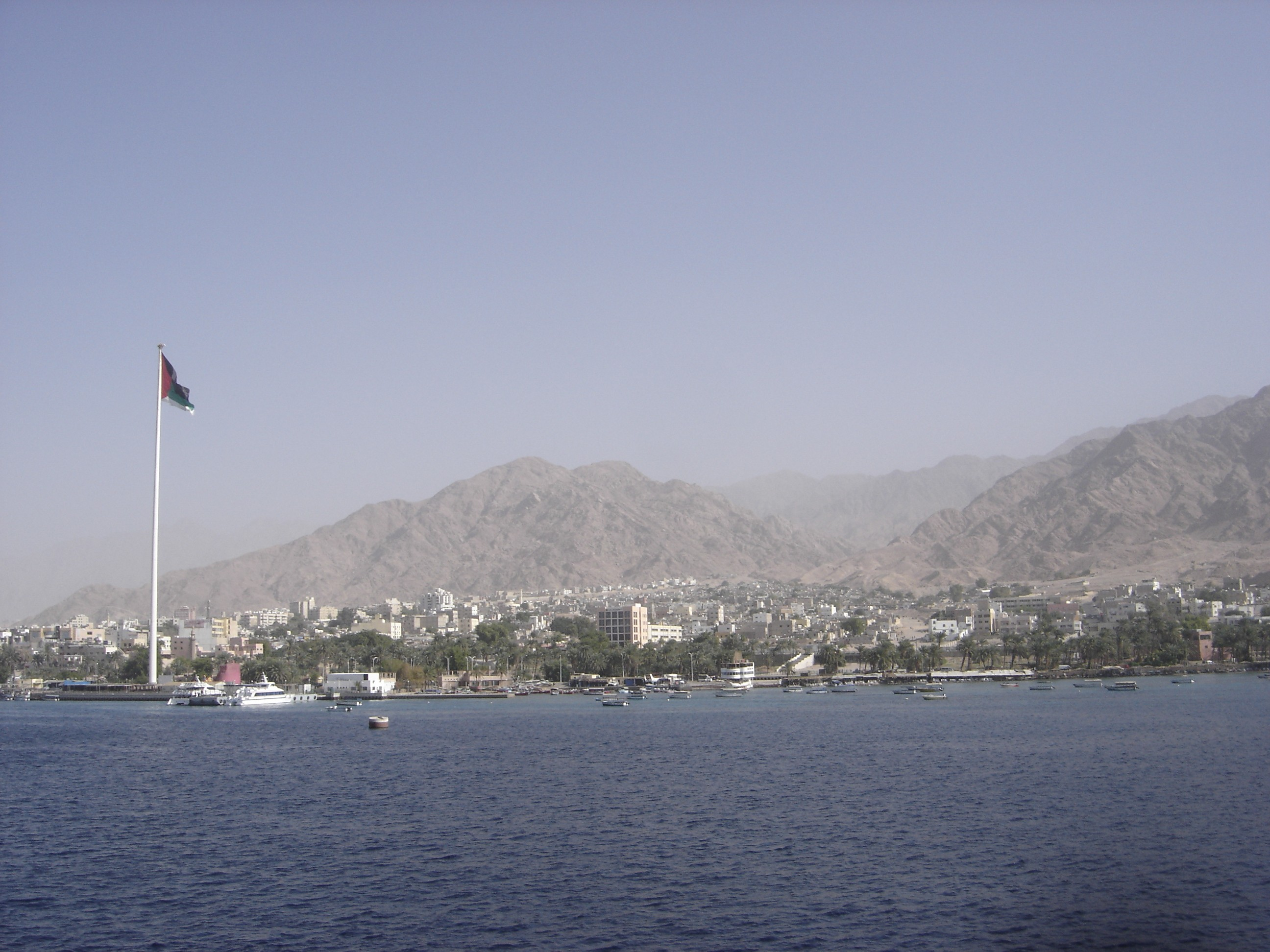
Cidade de Acaba

Acaba está dividido em três departamentos, de acordo com o artigo 15 do Sistema de Divisão de Administração do ano de 2000 pelo Ministério do Interior.
|   | Departamento                      | Nome em Árabe       | Subdivisões                                     | Centro Administrativo |
| - | --------------------------------- | ------------------- | ----------------------------------------------- | --------------------- |
| 1 | Departamento Capital (al-Cassaba) | لواء قصبة العقبة    | inclui a cidade de Acaba e três vilas próximas. | Acaba                 |
| 2 | Departamento de Uádi Araba        | قضاء وادي عربة      | inclui cinco vilas                              | al-Reexá              |
| 3 | Departamento de al-Cuaira         | لواء المزار الشمالي | inclui 15 vilas                                 | al-Cuaira             |